# Siria Betti
Siria Betti (Livorno, 20 settembre 1923 – Livorno, 14 aprile 2011) è stata un'attrice italiana.

## Biografia
Nasce a Livorno dove intraprende le prime esperienze come attrice teatrale. Nel prosieguo della sua carriera entra a far parte della compagnia di Renzo Ricci e Eva Magni, collaborando in seguito con Orazio Costa.
È stata interprete di sceneggiati televisivi di successo degli anni sessanta, come Il commissario Maigret con Gino Cervi e Il conte di Montecristo diretta da Edmo Fenoglio, e settanta, come Sorelle Materassi.

## Filmografia

### Cinema
- Arriva la banda, regia di Tanio Boccia (1959)
- Paolo il caldo, regia di Marco Vicario (1973)
- L'innocente, regia di Luchino Visconti (1976)
- Dimenticare Venezia, regia di Franco Brusati (1979)
- Il buon soldato, regia di Franco Brusati (1982)
- Don Camillo, regia di Terence Hill (1983)
- Uno scandalo perbene, regia di Pasquale Festa Campanile (1984)
- Monteriano - Dove gli angeli non osano metter piede (Where Angels Fear to Tread), regia di Charles Sturridge (1991)
- Petalo di rosa, regia di Adriana Lamacchia (1992)
- La bionda, regia di Sergio Rubini (1993)
- Jesus, regia di Amasi Damiani (2000)

### Televisione
- Ritorna il tenente Sheridan - serie TV, episodio Un uomo nuovo (1963)
- Le avventure di Laura Storm - serie TV, episodio I due volti della verità (1966)
- Quinta colonna, regia di Vittorio Cottafavi - miniserie TV (1966)
- I racconti di padre Brown, regia di Vittorio Cottafavi - miniserie TV (1970)
- All'ultimo minuto - serie TV, episodio La scelta (1971)
- Il sospetto, regia di Daniele D'Anza - miniserie TV (1972)
- Le inchieste del commissario Maigret - serie TV, 3 episodi (1964-1972)
- Sorelle Materassi, regia di Mario Ferrero - miniserie TV (1972)
- Le avventure di Pinocchio , regia di Luigi Comencini - miniserie TV (1972)
- Qui squadra mobile - serie TV, episodi 1x01-1x02 (1973)
- Diagnosi, regia di Mario Caiano – miniserie TV (1975)
- Dov'è Anna?, regia di Piero Schivazappa - miniserie TV (1976)
- Il commissario De Vincenzi - serie TV, episodio La barchetta di cristallo (1977)
- Racconti fantastici, regia di Daniele D'Anza - miniserie TV (1979)
- La giacca verde, regia di Franco Giraldi - film TV (1979)
- Delitto in piazza, regia di Nanni Fabbri - miniserie TV (1980)
- Vita di Antonio Gramsci , regia di Raffaele Maiello - miniserie TV (1981)
- Provare per credere, regia di Sergio Martino - film TV (1987)
- Un prete tra noi - serie TV, episodi 1x02-1x03 (1997)